# Fellen
Fellen ist eine Gemeinde im unterfränkischen Landkreis Main-Spessart in Bayern. Der gleichnamige Hauptort ist Sitz der Gemeindeverwaltung.

## Geografie

### Geografische Lage
Die Gemeinde liegt in der Region Würzburg an der Fella, knapp drei Kilometer östlich der hessisch-bayerischen Grenze. Der topographisch höchste Punkt der Gemeinde befindet sich mit 552 m ü. NHN (Lage) an der Hermannskoppe, der niedrigste liegt an der Aura auf 205 m ü. NHN (Lage).

### Gemeindegliederung
Fellen besteht aus vier Gemeindeteilen (in Klammern ist der Siedlungstyp angegeben):
- Fellen (Pfarrdorf)
  - Wohnrod (Dorf)
- Rengersbrunn (Kirchdorf)
  - Neuhof (Weiler)

Es gibt die Gemarkungen Fellen und Rengersbrunn.

### Nachbargemeinden
|                                 | Gemeinde Aura im Sinngrund                                            |                                   |
| Gemeinde Flörsbachtal           | Kompassrose, die auf Nachbargemeinden zeigt                           | Markt Burgsinn                    |
| Haurain (Gemeindefreies Gebiet) | Ruppertshüttener Forst (Gemeindefreies Gebiet) und Stadt Lohr am Main | Herrnwald (Gemeindefreies Gebiet) |

## Name

### Etymologie
Der Name Fellen stammt von einer Pluralform des mittelhochdeutschen vëlt ab, das Feld bedeutet.

### Frühere Schreibweisen
Frühere Schreibweisen des Ortes aus diversen historischen Karten und Urkunden:
- 1244 Velden
- 1277 Veldin
- 1338 Velden
- 1356 Felden
- 1420 Fellen

## Geschichte

### Bis zur Gemeindegründung
Fellen, 1244 erstmals urkundlich erwähnt, war ein Teil der Grafschaft Rieneck, bis es 1559 an Mainz kam, das es 1673 an die Grafen von Nostitz verkaufte. Diese verkauften es 1803 an die Grafen Colloredo-Mansfeld. 1806 wurde es innerhalb des Fürstentums Aschaffenburg mediatisiert und fiel mit diesem 1814 an Bayern. Im Zuge der Verwaltungsreformen in Bayern entstand mit dem Gemeindeedikt von 1818 die heutige Gemeinde, zu der der Weiler Wohnrod gehört.

### Verwaltungsgeschichte
Im Jahre 1862 wurde das Bezirksamt Gemünden am Main gebildet, auf dessen Verwaltungsgebiet Fellen lag. 1872 wurde das Bezirksamt Gemünden ins Bezirksamt Lohr am Main eingegliedert. Erst 1902 wurde das Bezirksamt Gemünden wieder neu gebildet. 1939 wurde wie überall im Deutschen Reich die Bezeichnung Landkreis eingeführt. Fellen war nun eine der 27 Gemeinden im Landkreis Gemünden am Main. Mit der Auflösung des Landkreises Gemünden am Main kam Fellen am 1. Juli 1972 in den neu gebildeten Landkreis Mittelmain, der zehn Monate später seinen endgültigen Namen Landkreis Main-Spessart erhielt.

### Einwohnerentwicklung
Im Zeitraum 1988 bis 2018 sank die Einwohnerzahl von 956 auf 848 um 108 Einwohner bzw. um 11,3 %.

## Sehenswürdigkeiten
- Wallfahrtskirche in Rengersbrunn[6]

## Politik
Die Gemeinde ist Mitglied der Verwaltungsgemeinschaft Burgsinn.

### Gemeinderat
Die Gemeinderatswahl 2020 führte zu folgenden Stimmenanteilen und Sitzverteilungen:
| Partei/Liste                    | 2020  | 2020  |
| Partei/Liste                    | %     | Sitze |
| ------------------------------- | ----- | ----- |
| CSU                             | 60,46 | 5     |
| Ortschaft Rengersbrunn          | 21,41 | 2     |
| Wählergruppe „Ortsteil Wohnrod“ | 18,13 | 1     |

### Bürgermeisterin
Bürgermeisterin ist seit 23. Juni 2009 Zita Baur (CSU-Freie Bürger Fellen); sie wurde am 15. März 2020 mit 80,0 % der Stimmen für weitere sechs Jahre gewählt. Ihr Vorgänger Ekkehard Weimer (CSU/Freie Wähler) war vom 1. Mai 2008 bis zu seinem Tod am 23. Januar 2009 Bürgermeister. Die Amtsgeschäfte übernahm 2009 bis zur Neuwahl der Zweite Bürgermeister Klaus Werthmann.

### Wappen
|                                       | Blasonierung: „Fünfmal geteilt von Rot und Gold; darauf über zwei aus einem grünen Dreiberg wachsenden silbernen Eichenblättern mit Früchten eine silberne Laubkrone.“ |
| Dieses Wappen wird seit 1981 geführt. | |

## Wirtschaft und Infrastruktur

### Wirtschaft einschließlich Land- und Forstwirtschaft
Es gab im Jahr 2022 nach der amtlichen Statistik 108 sozialversicherungspflichtig Beschäftigte am Arbeitsort. Sozialversicherungspflichtig Beschäftigte am Wohnort gab es insgesamt 366. Im verarbeitenden Gewerbe und im Bauhauptgewerbe gab es je einen Betrieb. Im Jahr 2020 bestanden 13 landwirtschaftliche Betriebe mit einer landwirtschaftlich genutzten Fläche von 224 Hektar, davon waren 24 Ackerfläche und 200 Dauergrünfläche.

### Bildung
Es gibt folgende Einrichtungen (Stand: 2023):
- Eine Kindertageseinrichtung mit 50 Plätzen und 38 Kindern